# Ostrov (Zbraslavice)
Ostrov (německy Wostrow) je malá vesnice, část obce Zbraslavice v okrese Kutná Hora ve Středočeském kraji. Nachází se asi 4,5 kilometru jižně od Zbraslavic. Osadou protéká Ostrovský potok, který je pravostranným přítokem řeky Sázavy. Ostrov leží v katastrálním území Ostrov u Bohdanče o rozloze 3,6 km².

## Historie
Původ názvu obce není jasný. Na rozdíl od řady dalších vesnic obdobného jména Ostrov nikdy nebyl obklopen vodou. Jedna teorie vychází z toho, že osada byla prokazatelně založena na teritoriu Lichtenburgů, kteří pocházeli z Ronovců. V jejich erbu byla ostrv (primitivní žebřík z kmene stromu). Ostrov patří patří mezi nejstarší obce, pravděpodobně byl založen již ve 12. století, ale první průkazný písemný dokument pochází až z roku 1257 (listina velmože Smila z Lichtenburka zmiňuje zdejšího rytíře Petra de Ostirhoe). Vzhledem k vyšší nadmořské výšce byli ostrovští zemané zpočátku spíše strážci a ochránci obchodních stezek. Rozvoj zemědělství zde nastal až v období klimatické změny tzv. „teplého středověku“. V období husitství čtyři zdejší zemané (Václav, řečený Vaněk, Božetěch, Vilém a Perknéř) připojili své pečetě ke stížnému listu proti upálení mistra Jana Husa. Podle Perknéře získal Ostrov na celé tři století přízvisko Ostrov Perknéřův.
V období na přelomu 16. a 17. století byli zdejší majitelé Ostrova (Jan Diviš Břeský z Ploskovic, Ondřej Horňátecký) spíše na straně protestantů, jak dokládají dokumenty o konfiskaci jejich majetku po bitvě na Bílé hoře. Ostrov poté přešel do majetku katolické šlechty věrné Ferdinandu II. K obnově rozvoje obce došlo až na konci 17. století. Ostrovský statek však ztratil samostatnost a stal se součástí velkých panství: nejvýznamnější období byla vláda hrabat Thunů a Věžníků. Za Thunů se zdejším správcem stal Romedius Václav Cyrany, potomek uherské šlechty z jižního Slovenska. Po něm získal Ostrov nové přízvisko Ostrov Cyranův, které se neoficiálně používalo až do 20. století.
V 18. století zažíval Ostrov období prosperity, o které se zasloužil především kutnohorský měšťan Zikmund Moravec, který od Marie Terezie získal šlechtický titul a přídomek „von Wostrow“. Právě v době jeho vlády (1758–1784) nabyl zámek svou barokní podobu. V roce 1760 nechal u vjezdu do zámku postavit sochu sv. Jana Nepomuckého. Moravcův zeť Tobias Grätzel zde založil první sklářskou huť. V polovině 19. století se Ostrov stal součástí rozsáhlého velkostatku se sídlem v Zruči nad Sázavou. V roce 1885 koupil Ostrov jako součást zručského velkostatku významný český technik a železniční podnikatel Jan Schebek (1823–1889). V majetku této rodiny zůstal až do konce první světové války, kdy nastalo další dlouhé období úpadku. Z části majetku Schebků později vznikl tzv. zbytkový statek, který existoval do konce druhé světové války. Po druhé světové válce proběhla nová parcelace, malorolníci však často pozemky vraceli a obec opouštěli. Největší úbytek obyvatelstva nastal po odchodu 17 rodin do vysídleného pohraničí. Poté zde byl založen státní statek, v roce 1972 byl nahrazen JZD. Zámek i statek však nadále chátraly. Zásadní změnu přinesl až nový majitel celého areálu a rozsáhlá rekonstrukce v letech 2005–2008.

### Sklářské hutě
První sklářskou huť v Ostrově založil Tobias Grätzel, fungovala od roku 1779 do roku 1801. Obnovena byla 1812 Johannem Schiefnerem, po jeho smrti (1817) se huti příliš nedařilo a vystřídalo se v ní několik majitelů. V roce 1846 byla pronajata Janovi a Anně Rücklovým, kteří její kapacitu zvětšili na 10 pánví. V době největší prosperity huť zaměstnávala až 50 osob, a její zboží se prodávalo do mnoha zemí. Roku 1857 Rückl huť odkoupil. Rücklové pocházeli pravděpodobně ze Švýcarska, z okolí St. Gallenu. Nejdůležitějším a nejznámějším z rodu Rücklů se stal syn Antonín, narozený 1840 v Ostrově. Podnikatelské podmínky v Ostrově se však stále zhoršovaly, takže nakonec Antonín Rückl sklárnu přenesl do obce Včelnička u Kamenice nad Lipou. Tím sklářská huť v Ostrově definitivně zanikla. Jiná větev Rücklů je z nedalekých Tasic (kde se nachází známá Huť Jakub), této linii později patřila také brusírna Karlov ve Světlé nad Sázavou a několik skláren na severu Čech.

## Obyvatelstvo
| Rok            | 1869 | 1880 | 1890 | 1900 | 1910 | 1921 | 1930 | 1950 | 1961 | 1970 | 1980 | 1991 | 2001 | 2011 | 2021 |
| -------------- | ---- | ---- | ---- | ---- | ---- | ---- | ---- | ---- | ---- | ---- | ---- | ---- | ---- | ---- | ---- |
| Počet obyvatel | 450  | 319  | 276  | 282  | 263  | 272  | 192  | 123  | 104  | 88   | 75   | 61   | 48   | 40   | 39   |
| Počet domů     | 46   | 46   | 46   | 46   | 43   | 41   | 41   | 43   | 31   | 28   | 24   | 28   | 40   | 41   | 41   |

## Obecní správa
Při sčítání lidu v letech 1850–1929 Ostrov byl osadou obce Slavošov v okrese Ledeč nad Sázavou (v letech 1850–1910 Ledeč). V letech 1930–1979 byl samostatnou obcí, se kterým patřil nejprve do okresu Ledeč nad Sázavou, ale od roku 1960 v okrese Kutná Hora. Od 1. ledna 1980 je částí obce Zbraslavice v okrese Kutná Hora.

## Pamětihodnosti a zajímavosti
- Kompletně zrekonstruovaný zámek Ostrov, nyní sídlo firmy, veřejnosti není běžně dostupný. Zámek je zapsaný v Ústředním seznamu kulturních památek.[7]
- Socha svatého Jana Nepomuckého z roku 1760: je rovněž památkově chráněna, ale v rejstříku ÚSKP nemá samostatnou položku, zapsána jako součást areálu zámku.[7] Tvůrcem sochy je Josef Karel Eberl. Jeho nejznámějšími díly jsou kazatelna do kostela sv. Jana Nepomuckého v Kutné Hoře (1752, s Janem Donátem) a tabernákulum z roku 1763 do kostela Na Náměti. Socha v Ostrově zpodobňuje Jana Nepomuckého tradičně jako kněze s pěti hvězdami kolem hlavy. Na přední straně podstavce je letopočet 1760, na zadní straně podstavce jméno tvůrce Joseph Carolus Eberl. U nohou sochy je erb Zikmunda Moravce z Ostrova, na soklu je na třech stranách zobrazena staroboleslavská Panna Marie, patronka horníků sv. Barbora a svatý Jan Paduánský.
- Pomník skláře Antonína Rückla (1840–1930). Narodil se v domku čp. 17 otci Janu Rücklovi a matce Anně, rozené Králové, dceři poklasného z Ostrova. Antonín Rückl je považován za jednoho z otců českého sklářství.
- Franclova lípa na jižním okraji obce: na stromě lze dosud nalézt staré označení „Strom chráněný státem“, v současné databázi památných stromů (AOPK) však lípa není uvedena.

## Fotogalerie

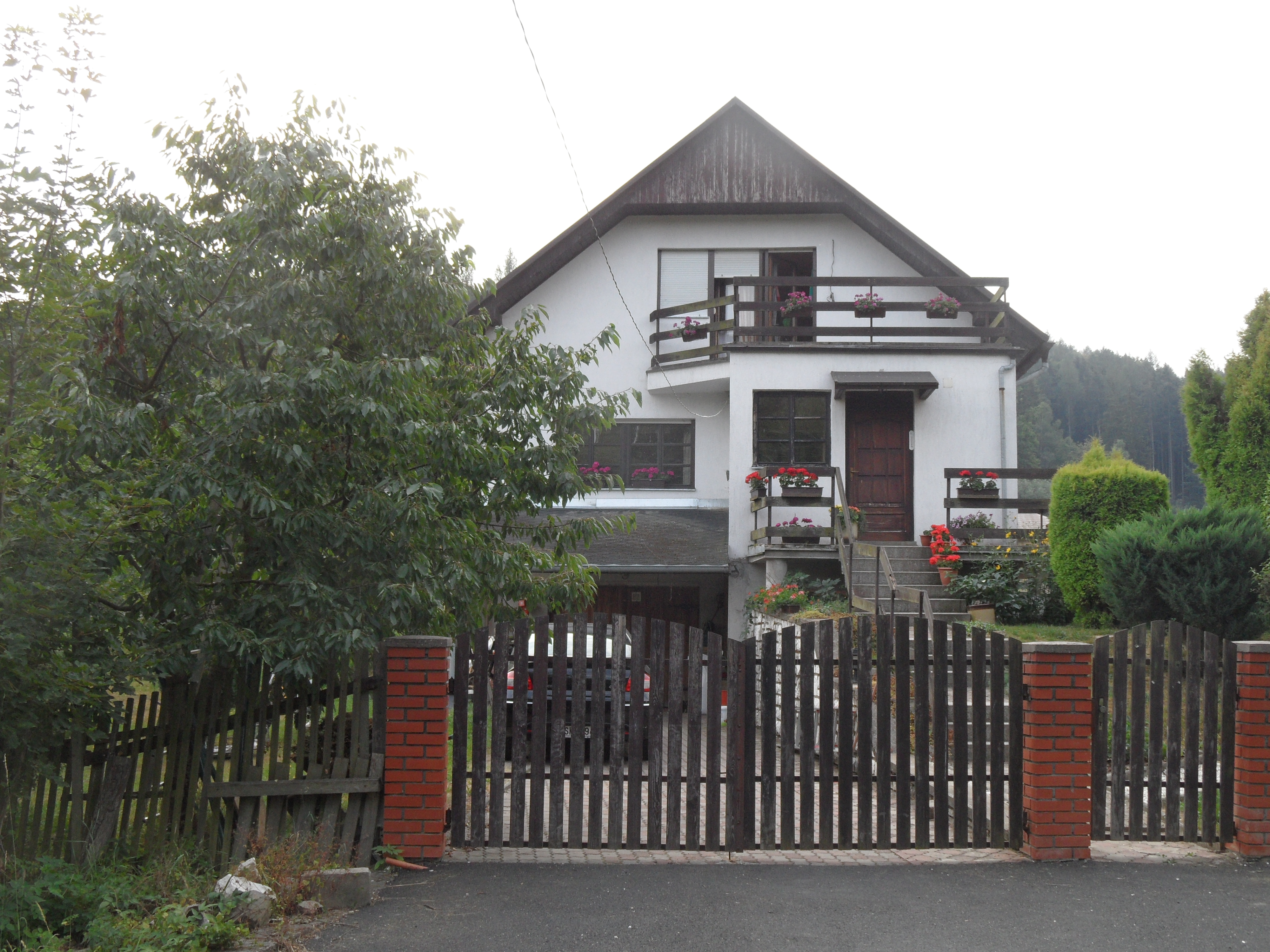
Rodinný dům
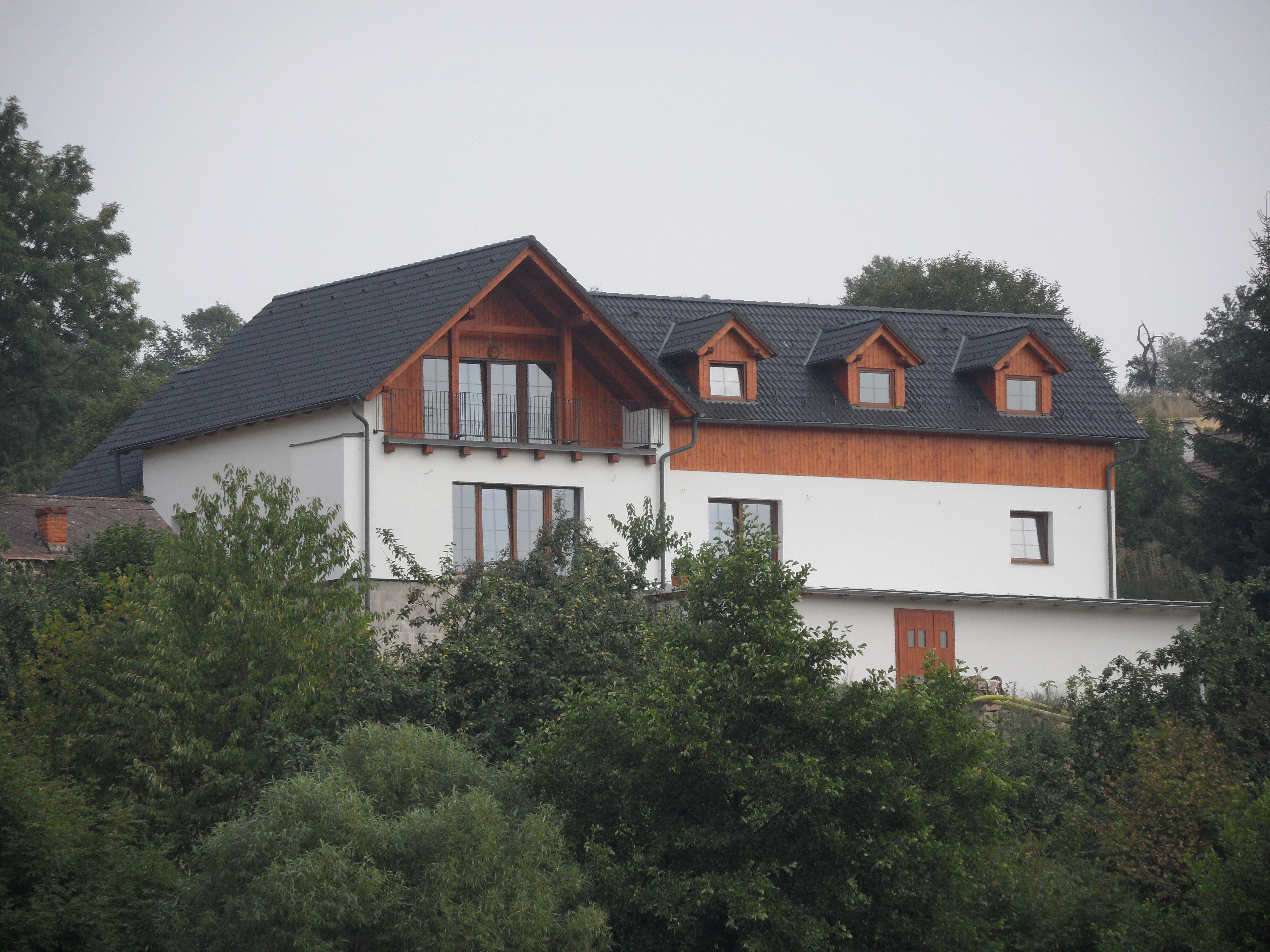
Velký dům
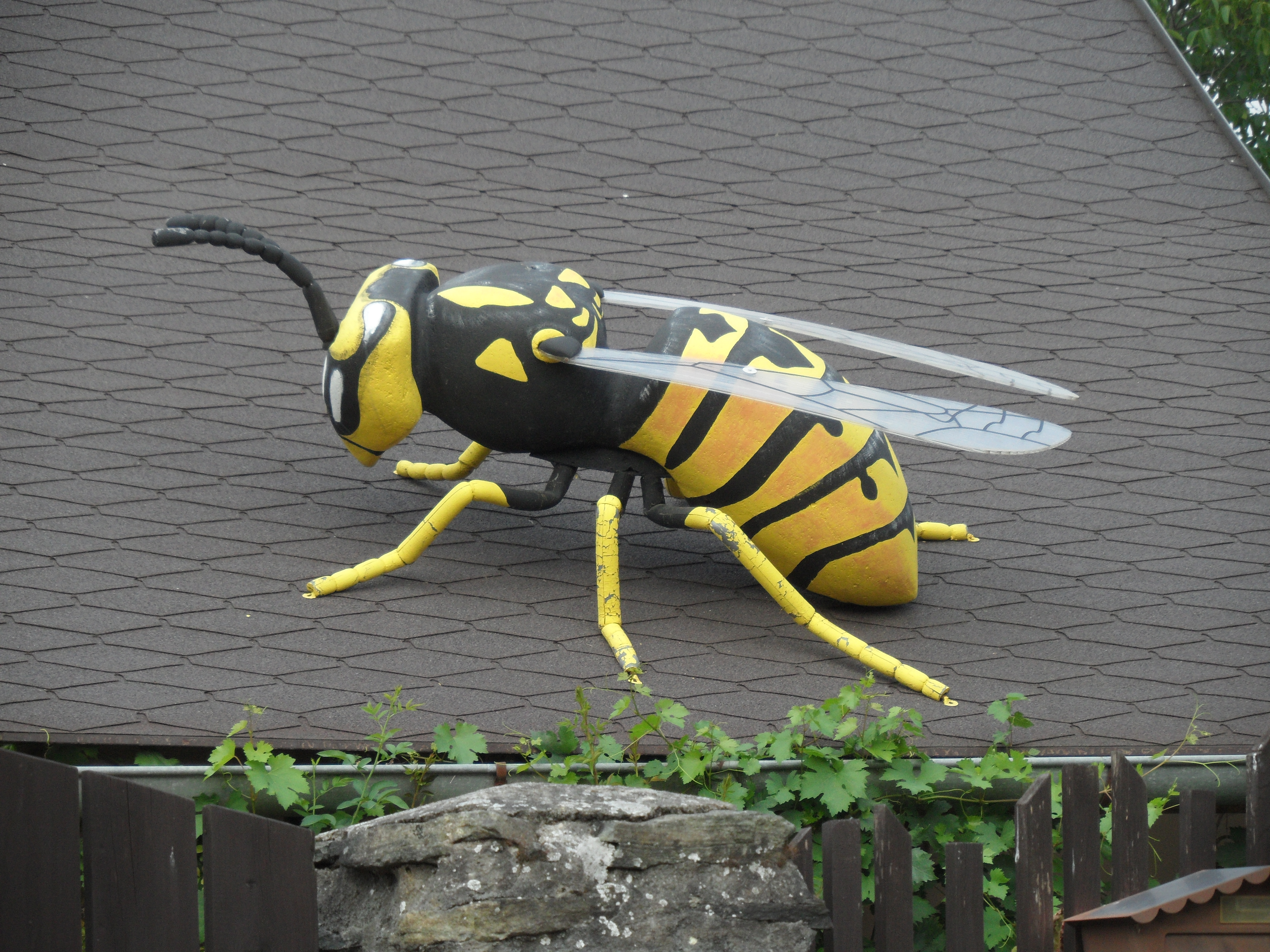
Obří vosa na střeše domu čp. 25
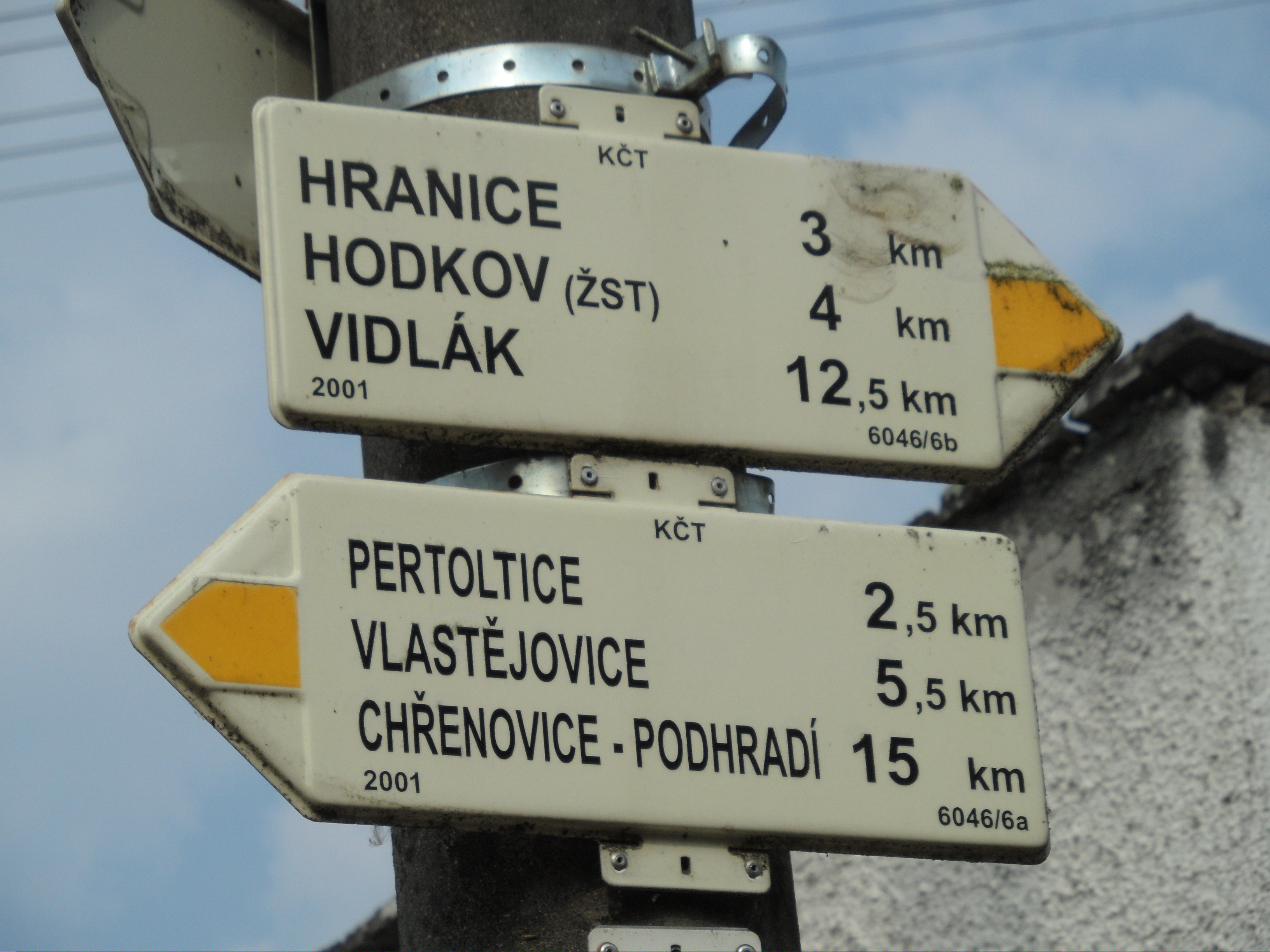
Rozcestník značených turistických cest
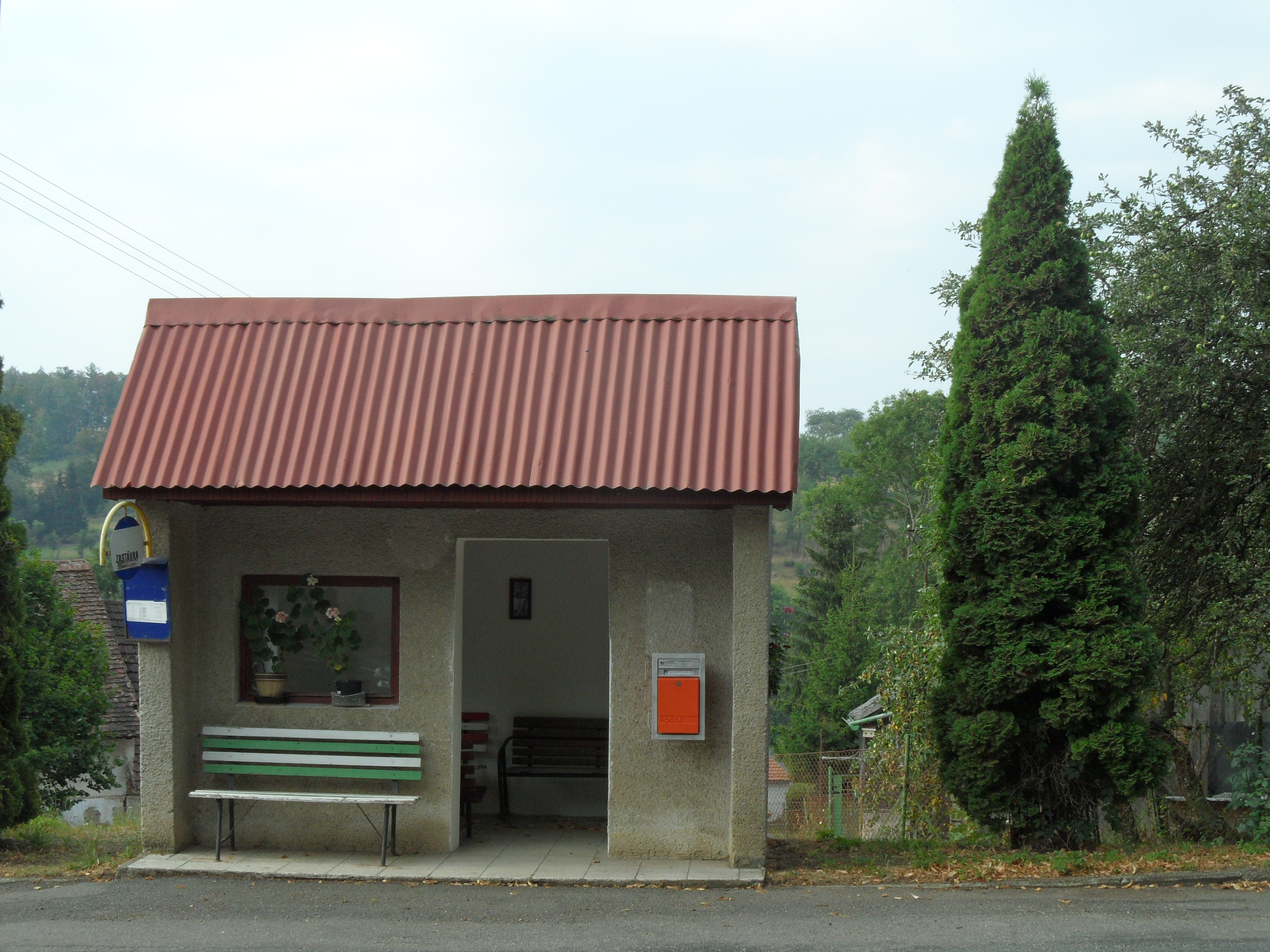
Autobusová zastávka
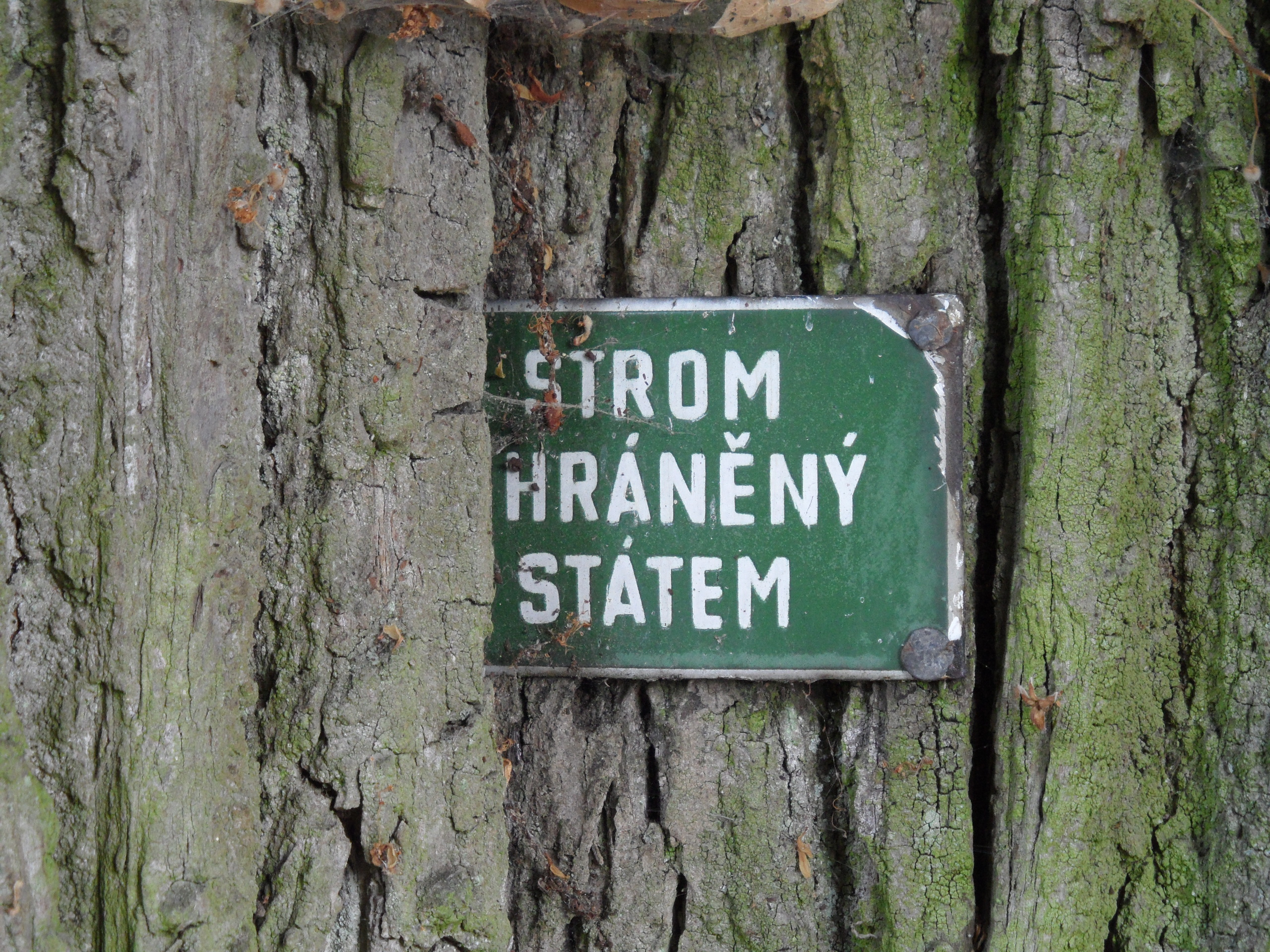
Franclova lípa, detail